# Marco Grimalt
Marco Alfonso Grimalt Krogh (Queilén, 11 juli 1989) is een Chileens beachvolleyballer. Hij vormt een team met zijn neef Esteban Grimalt en het duo wordt getraind door hun oom Rodrigo Grimalt. Samen wonnen de neven een gouden medaille bij de Pan-Amerikaanse Spelen en namen ze tweemaal deel aan de Olympische Spelen.

## Carrière

### 2011 tot en met 2017
De neven Grimalt debuteerden in 2011 in de FIVB World Tour en deden dat seizoen mee aan drie toernooien met een vijf-en-twintigste plaats in Brasilia als beste resultaat. Daarnaast nam het duo deel aan de Pan-Amerikaanse Spelen in Guadalajara, waar het na een overwinning en twee nederlagen in de groepsfase strandde. Het jaar daarop speelden ze opnieuw in Brasilia en in 2013 behaalden ze meerdere podiumplaatsen in het Zuid-Amerikaanse beachvolleybalcircuit. Bovendien namen de neven deel aan de wereldkampioenschappen in Stare Jabłonki. Daar was de groepsronde na een overwinning en twee nederlagen opnieuw het eindstation. In de World Tour waren ze verder actief op vier toernooien met een negende plaats in São Paulo als beste resultaat. Het daaropvolgende seizoen speelden ze acht wedstrijden in de continentale en elf wedstrijden in de mondiale competitie. Bij eerstgenoemde kwamen ze tot onder meer vier overwinningen en drie tweede plaatsen; bij laatst genoemde behaalden ze twee tweede plaatsen (Paraná en Mangaung), een vijfde plaats (Puerto Vallarta) en twee negende plaatsen (Den Haag en Klagenfurt).
In 2015 kwamen de Grimalts bij negen reguliere FIVB-toernooien tot een vierde plaats in Antalya en drie negende plaatsen in Fuzhou, Saint Petersburg en Olsztyn. Bij de WK in Nederland bereikte het tweetal verder de zestiende finale die verloren ging tegen de Duisters Jonathan Erdmann en Kay Matysik. Bij de Pan-Amerikaanse Spelen in Toronto eindigden ze bovendien als vierde nadat de halve finale en troostfinale verloren werden van respectievelijk Rodolfo Ontiveros en Juan Virgen uit Mexico en Nivaldo Diaz en Sergio González uit Cuba. Het jaar daarop speelden ze negen wedstrijden in de World Tour waarbij ze eenmaal als vierde (Fortaleza) en zesmaal als negende eindigden. Bij de Olympische Spelen in Rio de Janeiro strandden de neven Grimalt na drie nederlagen in de groepsfase. In 2017 behaalden ze vier tweede plaatsen op rij in het Zuid-Amerikaans beachvolleybalcircuit en namen ze in aanloop naar de WK in Wenen deel aan zes internationale toernooien waarbij ze niet verder kwamen de zeventiende plaats. In Wenen eindigde het tweetal eveneens op een gedeeld zeventiende plaats nadat de zestiende finale van de Canadezen Ben Saxton en Chaim Schalk verloren werd.

### 2018 tot en met 2022
Het daaropvolgende seizoen boekten de neven in Tokio hun eerste overwinning in de World Tour en namen ze verder deel aan negen toernooien op mondiaal niveau met negende plaatsen in Espinho en Moskou als beste resultaat. In de continentale competitie kwamen ze verder tot vijf podiumplaatsen. In het seizoen 2018/19 was het duo actief op elf reguliere FIVB-toernooien. Daarbij behaalden ze twee overwinningen (Sydney en Doha), een vierde plaats (Espinho) en een vijfde plaats (Itapema). Bij de WK in Hamburg bleven de Grimalts na een overwinning en twee nederlagen steken in de groepsronde. In Lima wonnen de neven vervolgens goud bij de Pan-Amerikaanse Spelen door Ontiveros en Virgen in de finale te verslaan. Het duo sloot het seizoen af met een drie-en-dertigste plek bij de World Tour Finals in Rome en een negende plaats bij het olympisch kwalificatietoernooi in Haiyang. Eind 2019 en begin 2020 namen ze nog deel aan de FIVB-toernooien van Chetumal (vijfde) en Doha (negende), waarna de rest van het seizoen afgelast werd vanwege de coronapandemie.
Een jaar later speelden ze in aanloop naar de Olympische Spelen in Tokio zeven internationale wedstrijden met een negende plaats in Doha als beste resultaat. In Tokio eindigde het duo eveneens als negende nadat het in de achtste finale werd uitgeschakeld door Ilja Lesjoekov en Konstantin Semjonov. In 2022 bereikten de neven Grimalt de achtste finale bij de WK in Rome waar ze werden uitgeschakeld door het Braziliaanse duo Alison Cerutti en Guto Carvalhaes. In de Beach Pro Tour – de opvolger van de World Tour – kwamen ze bij zes toernooien tot een eerste plaats in Gstaad en vijfde plaatsen in Doha en  Kuşadası.

## Palmares
Kampioenschappen
- 2019:  Pan-Amerikaanse Spelen
- 2021: 9e OS
- 2022: 9e WK
- 2023:  Pan-Amerikaanse Spelen

FIVB World Tour
- 2014:  Paraná Open
- 2014:  Mangaung Open
- 2018:  3* Tokio
- 2019:  3* Sydney
- 2019:  4* Doha

Beach Pro Tour
- 2022:  Elite16 Gstaad
- 2024:  Xiamen Challenge
- 2024:  Elite16 Wenen